# 飄香劍雨
《飄香劍雨》為古龍早期作品。1963年至1965年1月華源出版。因為中途棄筆，導致無結局，所以各個出版社皆請人自行收尾，其中南琪續寫最多，長度甚至長於原本內容（原書約２本，南琪又出版《飄香劍雨‧續》，又稱《飄香劍雨續集》，長達４本），而網路上的《飄香劍雨》多使用南琪的《飄香劍雨》與《飄香劍雨‧續》，後者甚至曾被誤為古龍作品《神君別傳》，然終是偽作。

## 主要人物
- 呂南人：「鐵戟溫侯」呂南人，贏得了當時「武林第一美人」薛若璧的青睞，於是鐵戟溫侯和銷魂夫人成了武林中最令人羡慕的一對佳偶。但因妻子背叛自己、改嫁武林惡勢力「天爭教」教主蕭無，因此人生改變了。
- 孫敏：名滿天下的「三湘大俠」淩北修的夫人。黛眉深鎖，姿容絕美。因淩北修在天爭教擴充勢力至三湘時，受傷不治，而天爭教素來趕盡殺絕，故避仇至華山之陰來，苦練武功，冀求復仇。
- 凌琳：「三湘大俠」淩北修的愛女淩琳。
- 蕭南蘋：「瀟湘妃子」蕭南蘋，「武林四美」之一。

## 次要人物
- 蕭無：天爭教教主。他憑着絕頂武功，絕高智慧和絕大毅力在武林中培植勢力。
- 薛若璧：呂南人的妻子。武林第一美人「銷魂夫人」。但背叛了呂南人，改嫁武林惡勢力「天爭教」教主蕭無。
- 劍先生：二十多年來，被武林中人視為劍仙一流人物的「萬劍之尊」劍先生。
- 三心神君：原名慕容忘吾。除了武功深不可測外，詩詞絕妙，醫術更是神通，幾乎已有起死回生之力。
- 妙靈道人：終南派掌門人，「玄門一鶴」妙靈道人。
- 萬天萍：「鐵面孤行客」萬天萍，「南偷北盜」中的「北盜」。
- 華品奇：「飛虹七劍」大哥。
- 鍾靜：蕭無的徒弟。天爭教下第二代掌門弟子。

## 改編成電台電視電影廣播劇
- 飄香劍雨 (電影)
- 飄香劍雨 (电视剧) ，2018年中國大陸電視劇，吳優、任言愷主演

## 外部連結
http://www.millionbook.net/wx/g/gulong/pxjy/index.html （页面存档备份，存于）